# Slag bij Antiochië (218)
De Slag bij Antiochië vond plaats op 8 juni 218 tussen het Romeinse leger van keizer Macrinus en dat van zijn tegenstrever Heliogabalus. Macrinus stond zelf aan het hoofd van zijn troepen. De troepen van zijn tegenstander werden gecommandeerd door generaal Gannys. Heliogabalus won de slag en werd daarna uitgeroepen tot keizer.

## Achtergrond
Macrinus werd keizer in 217 nadat Caracalla was vermoord door Justin Martialus tijdens de veldtocht tegen de Parthen. Volgens sommige bronnen was Macrinus, de prefect van de keizerlijke garde daarbij betrokken. Macrinus werd drie dagen later door de troepen tot keizer uitgeroepen.
Het keizerschap van Macrinus was weinig succesvol. De oorlog tegen de Parthen verliep desastreus, hij kreeg met een aantal natuurrampen te maken waar hij weinig aandacht aan besteedde en vervreemdde van zijn troepen. Een opstand kon daarom niet uitblijven.
Caracalla's moeder, Julia Domna schoof de veertienjarige kleinzoon van haar zus Julia Maesa Avitus, beter bekend onder de naam Heliogabalus naar voren. Zij zonden hem naar Syrië waar het opstandige leger hem tot keizer uitriep. Macrinus probeerde het tij nog te keren, maar de weinige troepen die hem trouw gebleven waren leden op 8 juni 218 bij Antiochië een nederlaag tegen de troepen van Heliogabalus.
Macrinus wist hierna te vluchten, maar werd uiteindelijk gevangengenomen en uitgeleverd aan zijn vijanden. Kort daarna werd hij omgebracht.